# Fluxgate-instrument
Een fluxgate-instrument is een magnetometer dat wordt gebruikt om de sterkte en richting van magnetische velden te meten. Fluxgate-instrumenten staan bekend om hun hoge gevoeligheid en nauwkeurigheid, waardoor ze waardevolle gereedschappen die gebruikt worden in verschillende toepassingen, waaronder de geofysica, navigatie (een voorbeeld hiervan is het fluxgate-kompas) en wetenschappelijk onderzoek. 
De fluxgate-instrument bevat een kern gemaakt van zeer geleidend materiaal, zoals ijzer of een legering van nikkel en ijzer. De kern is doorgaans gewikkeld met twee spoelen draad die worden aangedreven door een wisselstroom. Wanneer een magnetisch veld op de kern wordt aangebracht, veroorzaakt dit veranderingen in de magnetische eigenschappen van het kernmateriaal, wat op zijn beurt de inductie van de spoelen beïnvloedt. De veranderingen in inductie worden gemeten en gebruikt om de sterkte en richting van het gemeten magnetische veld te bepalen.